# Abdelkader Mazouz
 (mars 2012).
Si vous disposez d'ouvrages ou d'articles de référence ou si vous connaissez des sites web de qualité traitant du thème abordé ici, merci de compléter l'article en donnant les références utiles à sa vérifiabilité et en les liant à la section « Notes et références ».
Pour les articles homonymes, voir Mazouz.
Abdelkader Mazouz dit Mazouza, né le 4 août 1932 à Blida (Algérie) et décédé le 19 avril 1978, est un footballeur algérien.

## Biographie
Mazouza évolue comme attaquant au Nîmes Olympique, club avec lequel il joue et perd la finale de la Coupe de France en 1958, marquant l'unique but nîmois sur coup franc direct.
La même année, il rejoint l'équipe de football du FLN représentant le Front de libération nationale, mouvement luttant pour l'indépendance de l'Algérie et participe ainsi à de nombreux matchs amicaux. Il retrouve d'autres grands joueurs algériens ayant joué dans le championnat de France, comme Abdelaziz Ben Tifour ou Rachid Mekloufi.
Après l'indépendance de l'Algérie, il joue une saison à La Chaux-de-Fonds puis rentre au pays où il devient entraîneur-joueur dans son club d’origine, l'USM Blida. Il entraîne ensuite la sélection militaire algérienne, l’ASO Chlef, l’USMM Hadjout et le RC Kouba.
En 2006 le lycée sportif l'annexe de blida est nommé à son nom

## Carrière
- 1943-1944 : Joué en Minime à l'US Blida (équipe colonial).
- 1944-1946 : Opère en Minime au poste d'Avant-centre à l'USM Blida.
- 1946-1948 : En Caddet à l'USM Blida au poste d'arrière central.
- 1948-1949 : Retrouve en Junior son poste d'Avant-centre dans la formation unioniste blidéenne. Termine la saison en équipe senior.
- 1949-1951 : Opère en Senior à l'USM Blida.
- 1951-1952 : Joué six mois en équipe amateur à Châteauroux.
- 1952-1954 : Applé sous les drapeaux. il effectue son service militaire au vingt-septième train à Belcourt (Alger).
- 1953-1956 : Novembre 1953, rejoint l'USM Blida.
- 1956-1957 : Opère à Châteauroux en équipe amateur. Joue contre la Tunisie dans la sélection amateur du Sud-Ouest.
- 1957-1958 : Passe professionnel, titulaire de la formation nîmoise au poste d'inter-gauche.
- 1958-1962 : Joueur de l'équipe du FLN.
- 1962-1963 : Regagne son poste à Nîmes. mais est aussitôt transféré au club de La Chaux de Fonds (Suisse).
- 1963-1966 : Entraîneur-joueur de l'USM Blida.
- 1964-1967 : Sélectionneur militaire à la première région (Blida).
- 1967-1968 : Entraîneur-joueur de l'Association Sportive El-Asnam. Entraîneur simultanément durant la première moitié de la saison de l'USM Hadjout, la deuxième moitié de la saison, vient en aide à l'entraîneur de l'USM Blida.
- 1968-1969 : Entraîneur-joueur de l'USM Blida.
- 1969-1972 : Entraîneur de l'USM Blida.
- 1972-1973 : Entraîneur de l'équipe nationale Junior.
- 1973-1975 : Entraîne l'AS El-Asnam.
- 1975-1976 : Entraîneur de l'équipe nationale Espoir.
- 1976-1978 : Prend en main le Raed Solb de Kouba (SNS).
- 19 avril 1978 : Décédé des suites d'une tumeur cérébrale.
- Sélection : une sélection en équipe nationale algérienne contre la Roumanie.

## Palmarès
- Demi-finaliste de la Coupe d'Afrique du Nord 1954 avec l'équipe de l'USM Blida.
- Finaliste de la Coupe de France 1958 avec l'équipe du Nîmes Olympique.
- Demi-finaliste de la Coupe d'Algérie 1965 avec l'équipe de l'USM Blida.

## Statistiques
| Saison                | Club                  | Championnat           | Championnat | Championnat | Coupe(s) nationale(s) | Coupe(s) nationale(s) | Compétition(s) continentale(s) | Compétition(s) continentale(s) | Compétition(s) continentale(s) | Sélection d'Alger | Sélection d'Alger | Total | Total |
| Saison                | Club                  | Division              | M.          | B.          | M.                    | B.                    | Comp.                          | M.                             | B.                             | M.                | B.                | M.    | B.    |
| 1949-1950             | USM Blida             | Division d'Honneur    | 5           | 3           | 0                     | 0                     | -                              | -                              | -                              | -                 | -                 | 5     | 3     |
| 1950-1951             | USM Blida             | Division d'Honneur    | 18          | 3           | 1                     | 1                     | -                              | -                              | -                              | -                 | -                 | 19    | 4     |
| 1951-1952             | USM Blida             | Division d'Honneur    | 11          | 3           | 2                     | 1                     | -                              | -                              | -                              | -                 | -                 | 13    | 4     |
| Sous-total            | Sous-total            | Sous-total            | 34          | 9           | 3                     | 2                     | -                              | -                              | -                              | -                 | -                 | 37    | 11    |
| 1951-1952             | LB Châteauroux        | Division Amateur      | -           | -           | -                     | -                     | -                              | -                              | -                              | -                 | -                 | 0     | 0     |
| 1953-1954             | USM Blida             | Division d'Honneur    | 15          | 13          | 1                     | 0                     | -                              | 4                              | 2                              | -                 | -                 | 20    | 15    |
| 1954-1955             | USM Blida             | Division d'Honneur    | -           | -           | -                     | -                     | -                              | -                              | -                              | -                 | -                 | 0     | 0     |
| 1955-1956             | USM Blida             | Division d'Honneur    | -           | -           | -                     | -                     | -                              | -                              | -                              | -                 | -                 | 0     | 0     |
| 1956-1957             | Nîmes Olympique       | Division Nationale    | -           | -           | -                     | -                     | -                              | -                              | -                              | -                 | -                 | 0     | 0     |
| 1957-1958             | Nîmes Olympique       | Division Nationale    | 30          | 5           | 5                     | 1                     | -                              | -                              | -                              | -                 | -                 | 35    | 6     |
| 1962-1963             | FC La Chaux-de-Fonds  | Division Nationale    | -           | -           | -                     | -                     | -                              | -                              | -                              | -                 | -                 | 0     | 0     |
| 1963-1964             | USM Blida             | Division d'Honneur    | -           | -           | -                     | -                     | -                              | -                              | -                              | -                 | -                 | 0     | 0     |
| 1964-1965             | USM Blida             | Division Nationale    | -           | -           | -                     | -                     | -                              | -                              | -                              | -                 | -                 | 0     | 0     |
| 1965-1966             | USM Blida             | Division Nationale    | -           | -           | -                     | -                     | -                              | -                              | -                              | -                 | -                 | 0     | 0     |
| Sous-total            | Sous-total            | Sous-total            | -           | -           | -                     | -                     | -                              | -                              | -                              | -                 | -                 | 0     | 0     |
| Total sur la carrière | Total sur la carrière | Total sur la carrière | 0           | 0           | 0                     | 0                     | -                              | 0                              | 0                              | 0                 | 0                 | 0     | 0     |